# Outrage aux symboles nationaux en France
Pour les articles homonymes, voir Outrage.
Pour les autres articles nationaux ou selon les autres juridictions, voir Outrage au drapeau.

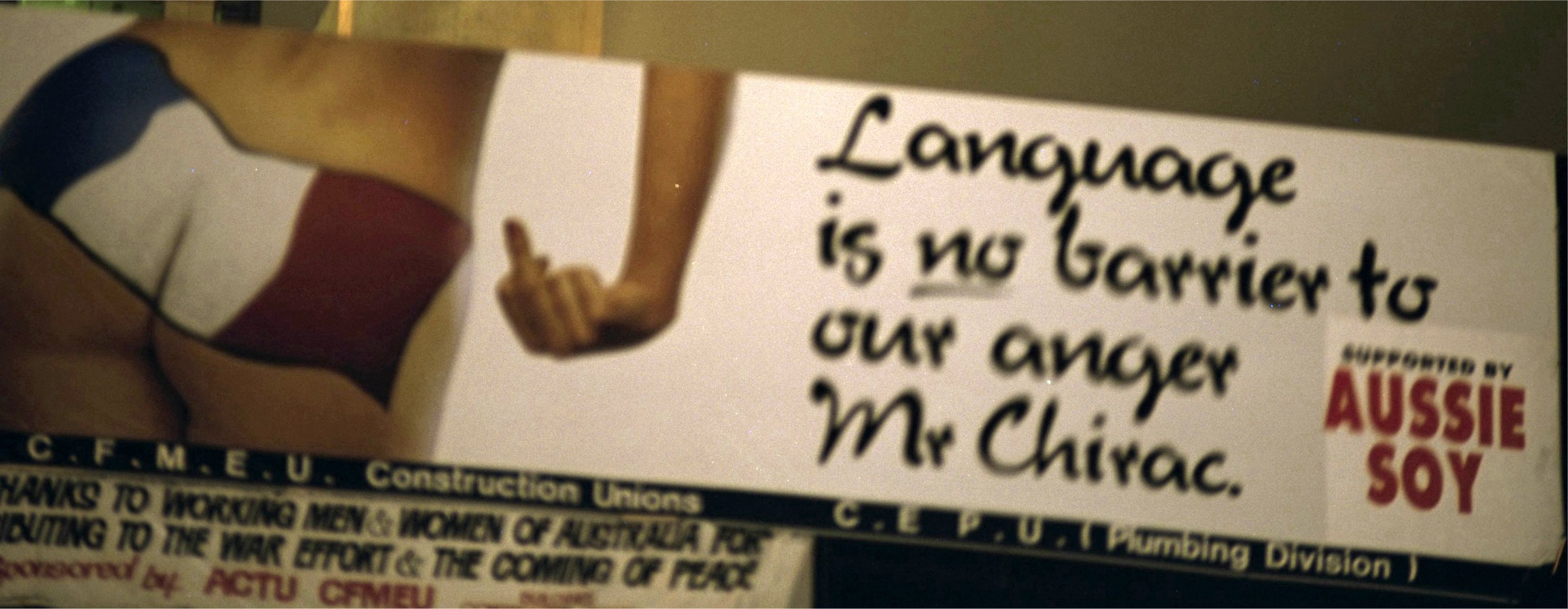
En 1996, protestations en Australie à la suite des essais nucléaires français dans le Pacifique.

La notion d’outrage aux symboles nationaux englobe, en France, l'ensemble des offenses infligées aux représentations de l'État français ou, au sens plus large, de la Nation française. Le délit pénal d'outrage à l'autorité de l'État a longtemps été limité aux personnes physiques des représentants de l'administration. À la suite d'affaires médiatisées, des évolutions législatives ont, dans les années 2000, créé des délits d'outrage aux symboles impersonnels de la République française.

## Offense au chef de l'État
Le crime de lèse-majesté était puni par le système législatif du royaume de France, jusqu'à sa disparition en 1832 sous la monarchie de Juillet. Sous la IIIe République, la loi sur la liberté de la presse du 29 juillet 1881 réintroduit et codifie le délit d'offense au premier représentant de l'État, qui est sanctionné par une peine de prison. La loi renforçant la protection de la présomption d'innocence et les droits des victimes du 15 juin 2000 supprime l’emprisonnement pour ne garder qu’une amende, fixée à 45 000 €. 
En conséquence de l’arrêt de la Cour européenne des droits de l'homme du 14 mars 2013 dans l’affaire Eon c. France, l’offense au président de la République est abrogée en 2013. Le chef de l’État peut toujours défendre son honneur s’il s’estime insulté, en ayant recours aux incriminations de droit commun, telles que le délit d’injure publique, puni d’une amende de 12 000 €, le délit de diffamation, puni de 45 000 € ou le délit d’outrage à agent public.

## Outrage à agent public
L'article 433-5 du Code pénal français définit comme outrage à agent public « les paroles, gestes ou menaces, les écrits ou images de toute nature non rendus publics ou l'envoi d'objets quelconques adressés à une personne chargée d'une mission de service public, dans l'exercice ou à l'occasion de l'exercice de sa mission, et de nature à porter atteinte à sa dignité ou au respect dû à la fonction dont elle est investie. ». Ce délit est puni de 7 500 € d'amende.

## Outrage à La Marseillaise
Des polémiques ont pu voir le jour, comme dans les années 1970 lors de l'interprétation contestée de La Marseillaise par Serge Gainsbourg, mais ce n'est qu'à partir de 2003 que l'outrage au drapeau ou à l'hymne national est tombé sous le coup de la loi pour l'ensemble de la population française.

### Affaire des outrages à la Marseillaise lors de matchs de football en 2001 et 2002
Le 6 octobre 2001, la France rencontre l'Algérie au Stade de France au cours d'un match amical de football, ce qui constitue la première compétition entre l'équipe de France et l'équipe d'Algérie. L'interprétation de La Marseillaise, avant le match, est perturbée par des sifflets venus du public, en présence du premier ministre de l'époque Lionel Jospin et de plusieurs membres du gouvernement, sans que le premier ministre ne réagisse. Marie-George Buffet, ministre de la jeunesse et des sports, tente de ramener le calme et reçoit une bouteille d'eau en plein visage. À la soixante-quinzième minute, le match est interrompu à la suite de l'invasion du terrain par plusieurs dizaines de supporters de l'équipe algérienne.
Les incidents lors de cette rencontre et les outrages contre l'hymne national marquent l'opinion, quelques mois avant la présidentielle de 2002. De nombreux commentateurs s'interrogent sur la signification de l'évènement en matière de civisme, de perte de repères culturels et nationaux, et d'intégration des jeunes Français d'origine étrangère. Pour l'historien Yvan Gastaut, cet évènement est révélateur d'un choc de génération au sein de la population immigrée. De son côté Éric Taïeb (agrégé en sciences sociales) considère qu'il faut éviter des conclusions trop hâtives. Pour Éric Zemmour, la rencontre sonne la fin des illusions de la France « black-blanc-beur », telle qu'elles avaient été récupérées et utilisées à des fins de « propagande » multiculturaliste après la victoire en Coupe du monde en 1998. 
Le 11 mai 2002, avant le début de la finale de la Coupe de France au Stade de France entre le FC Lorient et le SC Bastia, La Marseillaise est sifflée par une partie des supporters corses. Le président de la République Jacques Chirac, présent à la rencontre, quitte alors momentanément la tribune. Le match a finalement lieu avec 20 minutes de retard, après des excuses présentées par le président de la Fédération française de football, Claude Simonet.

### Loi pour la sécurité intérieure de 2003
En février 2002, quatre mois après l'affaire du match France-Algérie, des sénateurs déposent une proposition de loi visant à punir de 8 000 € d'amende « les paroles, gestes, écrits ou images de nature à porter volontairement atteinte au respect dû aux symboles de la République que sont le drapeau et l'hymne national », précisant : « Il n'est plus acceptable d'entendre « La Marseillaise » outragée et conspuée. Il n'est pas tolérable de voir brûler les drapeaux français. Nos concitoyens sont largement demandeurs de ce que le bien commun de la Nation soit protégé des camouflets et des injures. ». Une proposition de loi similaire est déposée en juillet 2002 à l'Assemblée nationale.
En mars 2003, un amendement au projet de loi pour la sécurité intérieure présentée par le ministre de l'intérieur Nicolas Sarkozy, crée le délit d'outrage au drapeau ou à l'hymne national : « Le fait, au cours d'une manifestation organisée ou réglementée par les autorités publiques, d'outrager publiquement l'hymne national ou le drapeau tricolore est puni de 7 500 € d'amende. Lorsqu'il est commis en réunion, cet outrage est puni de six mois d'emprisonnement et de 7 500 € d'amende ». Rudy Salles, député UDF auteur de l'amendement, commente : « J'avais déposé une proposition de loi dès 1999 à la demande des anciens combattants, tombée dans l'oubli […]. Il a fallu les sifflets du match France - Algérie en 2001 pour que l'on s'en préoccupe. ». Le Conseil constitutionnel, saisi par 60 députés et 60 sénateurs, a émis une réserve d'interprétation à cette disposition, considérant « que sont exclus du champ d'application de l'article critiqué les œuvres de l'esprit, les propos tenus dans un cercle privé, ainsi que les actes accomplis lors de manifestations non organisées par les autorités publiques ou non réglementés par elles », afin de concilier cette incrimination, jugée suffisamment claire et précise, avec « la garantie des libertés constitutionnellement protégées ». Ce délit ne trouverait donc à s'appliquer que dans le cas « des manifestations publiques à caractère sportif, récréatif ou culturel se déroulant dans des enceintes soumises par les lois et règlements à des règles d'hygiène et de sécurité en raison du nombre de personnes qu'elles accueillent ». De plus, la peine d'amende ne revêt, pour le juge constitutionnel français, aucun caractère manifestement disproportionné.
À la suite de cette loi, de nombreuses personnalités ont dénoncé une grave violation du principe de liberté d'expression. Ainsi pour Olivier Le Cour Grandmaison, il faut « exiger l’abrogation du délit d’outrage précité et revendiquer haut et fort le droit de siffler la Marseillaise et le drapeau tricolore lorsque ceux qui les utilisent violent les principes de liberté, d’égalité et de fraternité que ces emblèmes sont supposés incarner ».

### Affaires en milieu sportif postérieures à 2003
Des affaires d'outrages aux symboles nationaux français ont continué d'avoir lieu lors de rencontres de football après la promulgation en 2003 de la loi pour la sécurité intérieure, y compris hors de France. Le 30 mars 2005, les supporters israéliens sifflent l'hymne national français lors d'une rencontre à Tel-Aviv durant les éliminatoires de la Coupe du Monde de football de 2006. Le 9 septembre 2007, La Marseillaise est sifflée lors d'un match de football entre la France et l'Italie, apparemment en réaction au coup de tête donné par Zinédine Zidane à Marco Materazzi lors de la finale de la Coupe du Monde de football de 2006. Le 12 novembre de la même année, l'hymne est sifflé lors d'un match amical entre la France et le Maroc.
Le 14 octobre 2008, à l'occasion du match amical entre la France et la Tunisie, la Fédération française de football tente de prévenir toute manifestation d'hostilité envers l'hymne français en conviant deux chanteuses franco-tunisiennes, Lââm et Amina, à chanter respectivement La Marseillaise et l'hymne tunisien Humat Al-Hima. L'interprétation de Lââm est cependant perturbée par des sifflets.

Après ce match, et selon les souhaits du Président de la République Nicolas Sarkozy, le gouvernement annonce sa décision d'interrompre toute rencontre sportive dès lors que l'hymne national serait sifflé. La ministre des Sports Roselyne Bachelot déclare : 

« Tout match où notre hymne national sera sifflé sera immédiatement arrêté. Les membres du gouvernement quitteront immédiatement l'enceinte sportive où notre hymne national a été sifflé. »

Cette nouvelle affaire provoque de nombreuses réactions de la part de la classe politique française. Frédéric Lefebvre, porte parole de l'UMP, publie un communiqué selon lequel « Il est désolant de voir que des Français aient pu siffler des Français. » Marie-George Buffet, secrétaire générale du parti communiste, estime que ces dérapages sont à mettre sur le compte des gens qui « ne se sentent pas bien chez nous […] Il y a peut-être à se pencher sur pourquoi ces hommes et ces femmes, et notamment tous ces jeunes […] éprouvent le besoin de siffler la Marseillaise ». En revanche, Arnaud Montebourg, député PS de Saône-et-Loire, déclare : « Je suis désolé et choqué. Je pense qu'il faudra imaginer maintenant la suspension des matchs parce que ça renvoie une image de la France qui n'est pas celle que nous souhaitons. Rien ne peut justifier qu'on puisse siffler ainsi un hymne national qui est censé rassembler tous les enfants de France, y compris ceux issus de l'immigration ». De son côté, Jean-Marie Le Pen, président du Front national, dénonce « l'échec de la politique d'immigration et d'intégration des différents gouvernements » ; il estime qu'une « fois de plus, on entend des petits cris d’indignation, les plaintes de ministres et autres personnalités politiques qui se disent choqués ou se désolent. En revanche on fait silence sur la conclusion qui s’impose : ces Français qui sifflent l’hymne national prouvent qu’ils ne sont que des Français de papier, et que l’intégration de masses étrangères à notre culture est un échec parce que c’est une utopie. Ces scandaleux incidents montrent également que la détermination des autorités sportives à combattre le racisme dans les stades est à sens unique : elle ne s’applique pas au racisme anti-français ». Marine Le Pen, quant à elle, déclare que « [les sifflets] venaient non pas de supporters tunisiens venant de Tunisie mais de dizaines de milliers de jeunes maghrébins naturalisés français et communiant dans cette même exécration d’un pays dont ils ne se sentent absolument pas citoyens. » Le secrétaire d'État aux sports Bernard Laporte propose, pour sa part, de ne plus organiser en région parisienne les rencontres sportives entre la France et les pays du Maghreb,.

Le journaliste Pierre Haski considère qu'il ne faut pas se limiter « au registre de l'indignation et de la sanction ». Il regrette l'absence d'analyse des raisons de cet incident. Pierre Haski considère qu'il existe un lien entre le sifflement de l'hymne national et le « débat faussé sur l'identité nationale ». Selon lui, la stigmatisation et le mépris d'une partie de la population conduit à des réactions sous « la forme extrême d'émeutes, ou celle, moins violentes, de sifflets symboliques. ». Au contraire, Philippe Alexandre signe un article intitulé « Les salauds ! », où il indique que « dans tous les cas, il s'agit de football. N'en déplaise à ses “fans”, ce sport populaire détient la triste exclusivité d'effroyables et souvent sanglantes barbaries, dans les stades ou dans les alentours. Aucun autre sport, si populaire soit-il comme le rugby, ne voit l'enthousiasme dégénérer en sauvagerie. » Il en indique ce qui est selon lui les causes : 

« C'est que le football, avec la folie de l'argent, qui l'alimente et l'exploitation qu'en font les politiques, est un terrain tout trouvé pour que s'y déploient librement les plus honteux excès. »

Une analyse partagée également par Jean-Thomas Lesueur qui indique « le signe du triomphe d'une puérilité grégaire massivement répandue dans la société, le résultat spectaculaire d'un coup médiatique conçu de longue date par certains, semble-t-il, les « “cinq minutes de gloire” de jeunes qui font du bruit mais pas de politique. »
Le 9 septembre 2009, lors d'un match de football entre la France et la Serbie, l'hymne national français est sifflé par des supporters serbes.
Le 8 juin 2019, la Marseillaise est copieusement sifflée dans le stade de Konya avant le match Turquie-France qui comptait pour la qualification pour l'Euro 2020 de football. Le Président Emmanuel Macron a qualifié les sifflets d"inacceptables".

## Outrage au drapeau tricolore

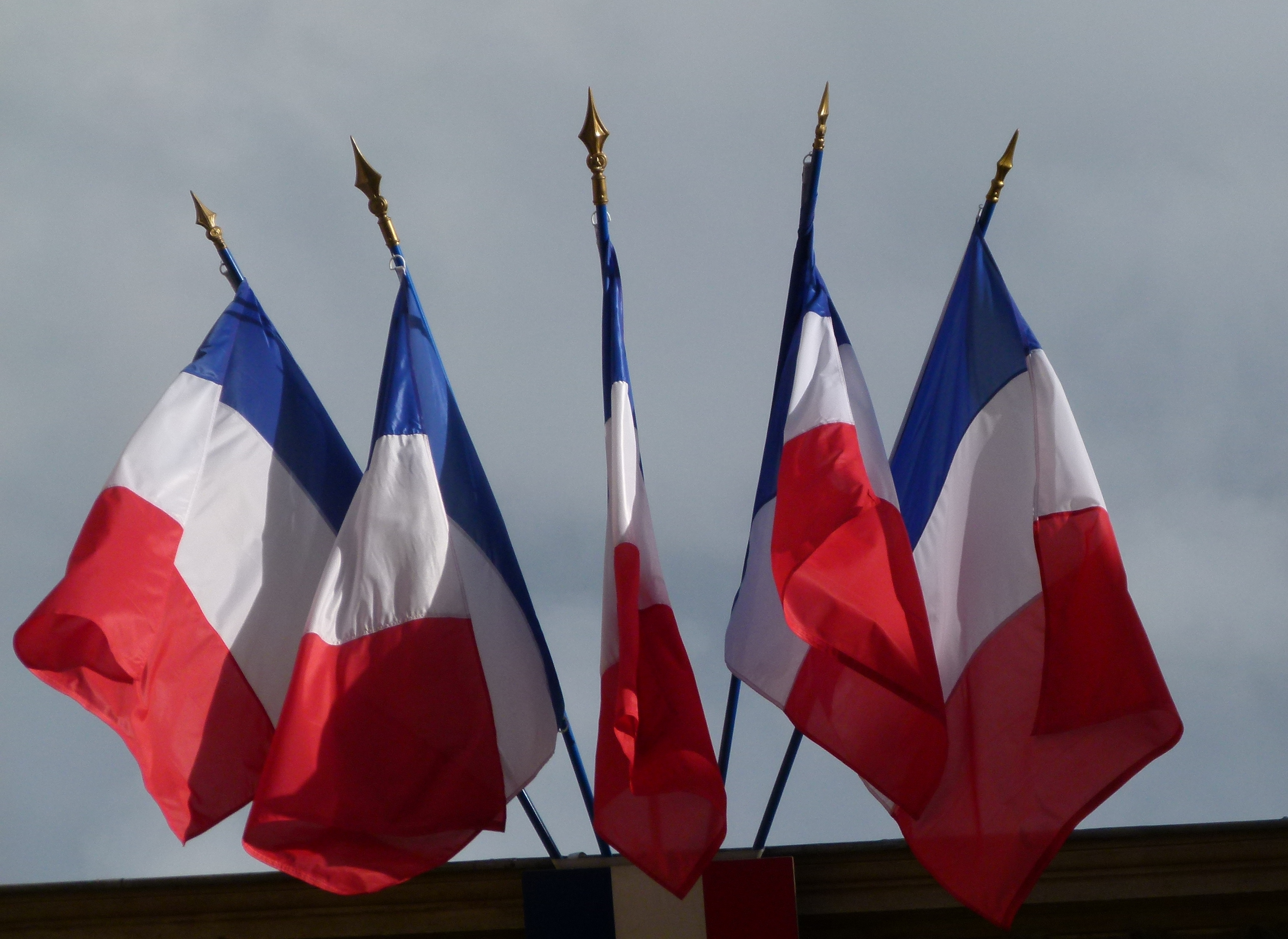
Le drapeau tricolore est un symbole reconnu par l'article 2 de la Constitution.

L'article L322-17 du Code de justice militaire incrimine l'outrage au drapeau ou à l'armée ; mais il ne concerne que les militaires.
Depuis la loi pour la sécurité intérieure de 2003, le fait, au cours d'une manifestation organisée ou réglementée par les autorités publiques, d'outrager publiquement l'hymne national ou le drapeau tricolore est puni de 7 500 € d'amende. Lorsqu'il est commis en réunion, cet outrage est puni de six mois d'emprisonnement et de 7 500 € euros d'amende (Voir ci-dessus).
En avril 2010, la publication, primée par la Fnac de Nice, dans un concours de photographies, de l'image d'un homme s'essuyant le postérieur avec le drapeau tricolore français, est l'occasion d'une nouvelle polémique. Des personnalités politiques, notamment à l'UMP, proposent de légiférer pour interdire explicitement ce type d'outrage. L'affaire de la photographie est rapidement classée sans suite par le procureur de Nice, qui estime que la photo est une « œuvre de l'esprit ». Quelques mois plus tard, un décret signé par la ministre de la Justice Michèle Alliot-Marie modifie le code pénal pour y faire apparaître : « est puni de l'amende prévue pour les contraventions de la cinquième classe le fait, lorsqu'il est commis dans des conditions de nature à troubler l'ordre public et dans l'intention d'outrager le drapeau tricolore :
1° De détruire celui-ci, le détériorer ou l'utiliser de manière dégradante, dans un lieu public ou ouvert au public ; 2° Pour l'auteur de tels faits, même commis dans un lieu privé, de diffuser ou faire diffuser l'enregistrement d'images relatives à leur commission ». La France rejoint ainsi la liste des pays pour lesquels l'outrage au drapeau fait l'objet d'une incrimination spécifique.
Le Conseil d'État, saisi par la Ligue française pour la défense des droits de l'homme et du citoyen, statue le 19 juillet 2011, en estimant que le décret n'est pas attentatoire à la liberté d'expression en ce qu'il a pour objet de réprimer des actes commis « dans des conditions de nature à troubler l'ordre public et dans l'intention d'outrager le drapeau tricolore » et non ceux « qui reposeraient sur la volonté de communiquer, par cet acte, des idées politiques ou philosophiques ou feraient œuvre de création artistique, sauf à ce que ce mode d'expression ne puisse, sous le contrôle du juge pénal, être regardé comme une œuvre de l'esprit. »
En décembre 2010, un ressortissant algérien, coupable d'avoir brisé la hampe d'un drapeau français, écope de 750 euros d'amende avec sursis et devient la première personne condamnée en vertu du décret de juillet 2010.

### Comparaison avec les États-Unis
Aux États-Unis, profaner la bannière étoilée est un droit fondamental reconnu par la Cour suprême dans deux arrêts majeurs (Texas v. Johnson, 21 juin 1989 et 11 juin 1990). Les juges ont estimé à deux reprises que les dispositions adoptées par plusieurs États pour sanctionner les outrages au drapeau étaient contraires au premier amendement de la Constitution fédérale, lequel interdit au Congrès de voter aucune loi restreignant la liberté d’expression. Les tentatives d'amender la constitution pour punir l'offense au drapeau n'ont jusqu'ici pas abouti.